# Modulatori selettivi del recettore degli estrogeni
I modulatori selettivi del recettore degli estrogeni, più usualmente definiti SERM (dalla corrispondente terminologia inglese Selective estrogen receptor modulator) sono una classe di farmaci che agiscono sui recettori degli estrogeni.
La caratteristica che li distingue dagli agonisti ed antagonisti puri dei recettori, è il fatto che, a seconda dei vari tessuti dove agiscono, esplicano una differente attività, garantendo la possibilità di fungere da agonista su alcune funzioni o tessuti, e da antagonista su altri.

## Tipologia
I SERM sono:
- clomifene
- raloxifene
- tamoxifene
- toremifene
- bazedoxifene
- lasofoxifene
- ormeloxifene
- resveratrolo

## Indicazioni
I vari SERM sono usati differentemente in funzione delle patologie e dei tessuti coinvolti:
- clomifene: per favorire l'ovulazione
- raloxifene: usato nell'osteoporosi
- tamoxifene e toremifene: per combattere il tumore al seno
- ormeloxifene: usato come contraccettivo.
- resveratrolo: fitoestrogeno polifenolico ad azione agonista/antagonista[1][2] del ERα/β (recettori estrogenici α e β)

La donna in menopausa presenta diminuiti livelli di estrogeni, e ciò causa la mancata fissazione del calcio a livello osseo, con conseguente fragilità ossea, osteoporosi ed aumento di fratture. La terapia fino ad oggi effettuata, la terapia ormonale sostitutiva (Hormon replacement therapy) prevede la somministrazione di agonisti degli estrogeni. In tale modo si riequilibra il livello di estrogeni, diminuendo la perdita di calcio. Gli agonisti dei recettori degli estrogeni hanno però un'attività uterotropica e proliferativa, e possono aumentare l'incidenza di tumori all'utero nelle donne in terapia.
I SERM invece possiedono la peculiarità di agire da agonisti solo a livello osseo (combattono l'osteoporosi), ma non hanno attività su seno ed utero, pertanto non favorirebbero l'incidenza di tumori (ad eccezione del Tamoxifene che ha azione antagonista, quindi antitumorale, sui tumori al seno estrogeno-dipendenti, ma azione agonista, quindi pro-tumorale, sull'epitelio dell'utero, aumentandone l'incidenza da 2 a 7,5 volte).
Tutti i SERM sembrano favorire la diminuzione dei livelli di colesterolo nel sangue. È stata dimostrata anche una relazione fra i SERM e l'aumentata incidenza di trombosi venosa profonda.
La loro attività è comunque varia, non tutti agiscono allo stesso modo e nemmeno presentano le stesse indicazioni.

## Meccanismo d'azione
I SERM agiscono su vari tessuti e con modalità differenti:
- Ipofisi: il clomifene blocca l'azione degli estrogeni, aumentando l'FSH
- Utero: il tamoxifene aumenta l'incidenza di tumore all'utero, mentre il raloxifene sembra non causare neoplasie.
- Seno: tutti i SERM diminuiscono il rischio di cancro al seno, e soprattutto il tamoxifene è particolarmente indicato nella terapia post-mastectomia.
- Osso: come detto, sono farmaci molto interessanti nella terapia dell'osteoporosi
- Pelle: il resveratrolo migliora la struttura del derma per un'attività inibente la collagenasi cutanea[3]